# Harmagedon

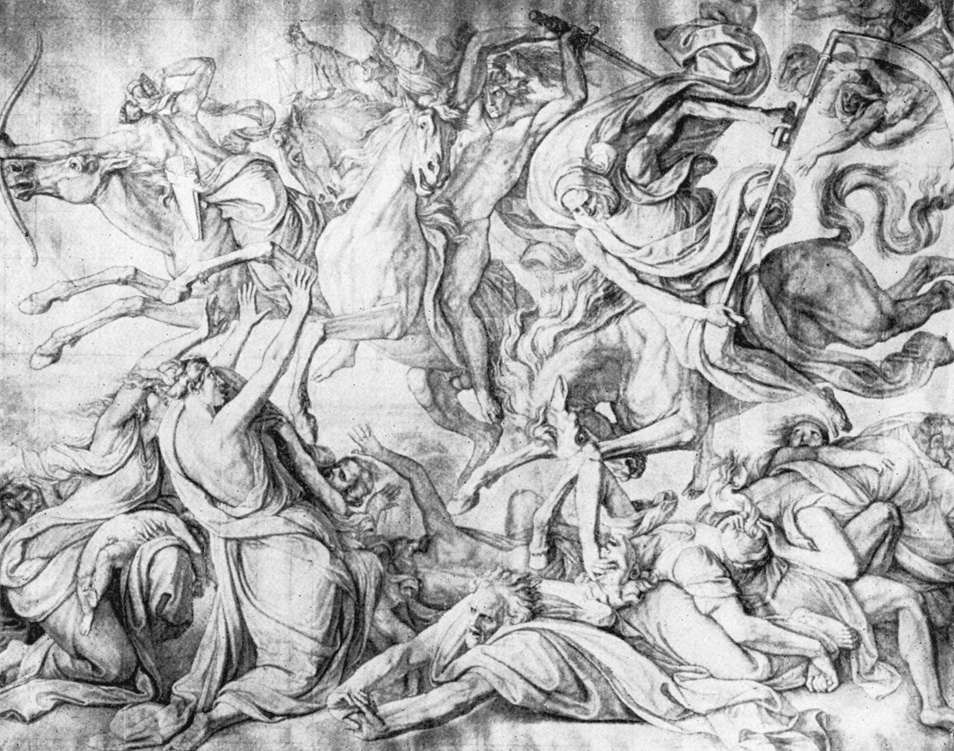
Escena de la fi del món

Harmagedon o Harmaguedon, és un mot que prové de l'hebreu i significa "muntanya de Meguidó". Apareix a l'Apocalipsi 16:16, que diu: Els van reunir, doncs, al lloc que en hebreu s'anomena Harmagedon. Harmagedon és un lloc simbòlic (una muntanya: har) on s'apleguen els reis de la terra per preparar-se per a la batalla final contra Déu, que segons algunes creences són convocats pels dimonis. El terme també s'utilitza en un sentit genèric per referir-se a qualsevol escenari relacionat amb la fi del món.

## Adventistes del Setè Dia
La interpretació dels adventistes sobre la batalla final de l'Harmagedon, és que tindrà lloc després del període de mil anys assenyalat a l'Apocalipsi, en què Crist i els Sants baixaran a la Terra, per ressuscitar els morts i s'enfrontaran en la batalla final del bé contra el mal. Satanàs i els seus seguidors intentaran vèncer els seguidors de Crist, però seran superats pel poder de Crist. Amb la seva guia, Déu destruirà Satanàs i els dolents, d'una vegada per sempre, amb un foc abrusador. La Terra serà incinerada, extingint tot el mal; llavors, d'acord amb llur interpretació dels dos capítols finals de l'Apocalipsi, la Terra serà restaurada al seu estat original anterior a l'entrada del pecat en el món, essent Crist i els Sants redimits i declarats victoriosos.

## Testimonis de Jehovà
Els Testimonis de Jehovà creuen que la batalla d'Harmagedon és l'última guerra del món, on els governs humans seran destruïts per Jehovà, després d'haver quedat palès que són incompetents per garantir el benestar de les persones i la solució als problemes de la humanitat. Aquest succés ocasionarà l'establiment del Regne de Déu a la Terra, un regne dirigit per Jesucrist, però sota la supervisió de Jehovà. Aquest regne governarà 1000 anys i aconseguirà que les persones hi visquin en pau i sense malalties, en un procés de perfeccionament físic i emocional. També molta gent ressuscitarà i podrà decidir subjectar-se al Regne. Un cop finalitzat aquest període de 1000 anys, la humanitat perfecta s'enfrontarà a una última prova. Qui la passi guanyarà vida eterna, qui no, destrucció eterna.